# Deutsche Pole & Aerial Meisterschaft
Die deutsche Pole & Aerial Meisterschaft (DPM) wird seit 2015 durch die Organisation des deutschen Polesports (ODPS) unter festgelegten Wettkampfregeln der International Pole Sports Federation (IPSF) durchgeführt. Sie findet jährlich statt. Mit der nationalen Meisterschaft können sich Athleten der Profi-Kategorien für die IPSF-Weltmeisterschaft qualifizieren.

## Pole und Aerial Sport
Pole Sports ist eine Sportart, die Tanz und Akrobatik an einer vertikalen Stange kombiniert. Bei dieser Sportart werden Kraft, Koordination, Beweglichkeit, Ausdauer und Konzentration trainiert. Diese sind erforderlich, um bestimmte Techniken in der Luft ausführen zu können. Der Ursprung von Sport an der Stange hat sich aus der traditionellen asiatischen Akrobatik entwickelt, wobei ein Pfahl aus Holz für das Trainieren der Ausdauer und Kraft praktiziert wurde. Demzufolge findet man Elemente in der indischen Sportart Mallakhamb und der Stangen Akrobatik der Chinese Pole, die weltweit von Artisten im Zirkus vorgeführt wurde. 
Der Begriff Pole Sport etablierte sich im Jahr 2008 mit der Gründung der gemeinnützigen Organisation International Pole Sports Federation und damit die Möglichkeit Pole als Sportart an internationalen Wettkämpfen auszuführen. Seit 2017 wurde Pole Sport von der General Association of International Sports Federations (GAISF) mit einem Beobachterstatus versehen. Der Beobachterstatus dient als erster Schritt in Richtung GAISF-Mitgliedschaft um vom Internationalen Olympischen Komitee als offizielle Sportart anerkannt zu werden.

## Disziplinen
Die Wettkämpfe werden in den Disziplinen Pole-Sport, Ultra Pole, Artistik Pole, Aerial und Artistik Hoop für die Bereiche Amateur, Professional oder Elite, als Einzel- oder Doppel-Performance-Leistungen durchgeführt.
Pole Sport: Die Disziplin ist die Grundlage für Stangensport bei den Olympischen Spielen und basiert auf Athletik, technischer Leistungen und künstlerischen Elementen. Es wird nach einem Punktekatalog bewertet, der mit anderen olympischen Standardsportarten wie Turnen und Eislaufen vergleichbar ist.
Ultra Pole: Ultra Pole ist ein Freestyle-Trick-Battle. Die Athleten treten in Runden mit Trickkämpfen gegen andere Teilnehmer auf. Bewertet werden die akrobatischen und kreativen Fähigkeiten der Teilnehmer nach Regeln der Freestyle Pole Series. Die Publikumsbegeisterung wird in die Wertung einbezogen.
Artistik Pole: Eine Variante des Pole Sports, die mehr Fokus auf künstlerische Auslegung legt. Kreativität und Ausdrucks durch künstlerische Interpretation werden nach Regeln des Freestyle Pole Series bewertet. Diese Regeln enthalten keinen festen Punktekodex, sondern ausgerichtet auf Kunst, Choreografie und Musik.
Artistik und Aerial Hoop: Bei diesen Disziplinen werden akrobatische und technische Übungen an einem Aerial Hoop, einen runden Metallring, durchgeführt.

## Bewertungssystem
Das Punktebewertungssystem ist aufgebaut auf Technik, choreographischer Präsentation und Pflichtelementen, die in der Luft durchgeführt werden müssen. Alle Athleten müssen eine bestimmte Anzahl an Pflichtelementen in den Bereichen Beweglichkeit, Balance, Kraft, Drehung und Deadlift absolvieren.

## Teilnahme und Qualifikation
Um an der deutschen Meisterschaft teilnehmen zu können, müssen die Athleten die deutsche Staatsbürgerschaft haben und einem Verein oder Studio angehören. Die Nummer 1 aus jedem Land wird in die Rangliste aufgenommen. Die besten 10 der Rangliste qualifizieren sich dann für die Weltmeisterschaft.